# 切克羅 (伊利諾伊州)
切克羅（英語：Checkrow）是位於美國伊利諾伊州富爾頓縣的一個非建制地區。該地的面積和人口皆未知。

## 地理
切克羅的座標為40°33′15″N 90°22′41″W / 40.55417°N 90.37806°W，而該地的平均海拔高度為189米（即620英尺）。